# Torquigener brevipinnis
Torquigener brevipinnis е вид лъчеперка от семейство Tetraodontidae.

## Разпространение
Видът е разпространен в Австралия, Индонезия, Папуа Нова Гвинея, Провинции в КНР и Тайван.